# Поспешный (фрегат, 1774)
«Поспе́шный» — 32-пушечный парусный фрегат русского флота. Был заложен 5 декабря 1772 года в Архангельске, спущен на воду 26 июля 1774 года, вошёл в состав Балтийского флота

## История службы
В июне-августе 1776 года фрегат перешёл из Архангельска в Ревель, а через год — в июне 1777-го — в Кронштадт. После этого «Поспешный» в течение 14 лет не выходил в море, стоя в Кронштадтской гавани, и в 1791 году был разобран.

## Командиры
- В 1776 году — Т. Макензи
- В 1777 году — С. С. Гибс